# Literatura polska – oświecenie

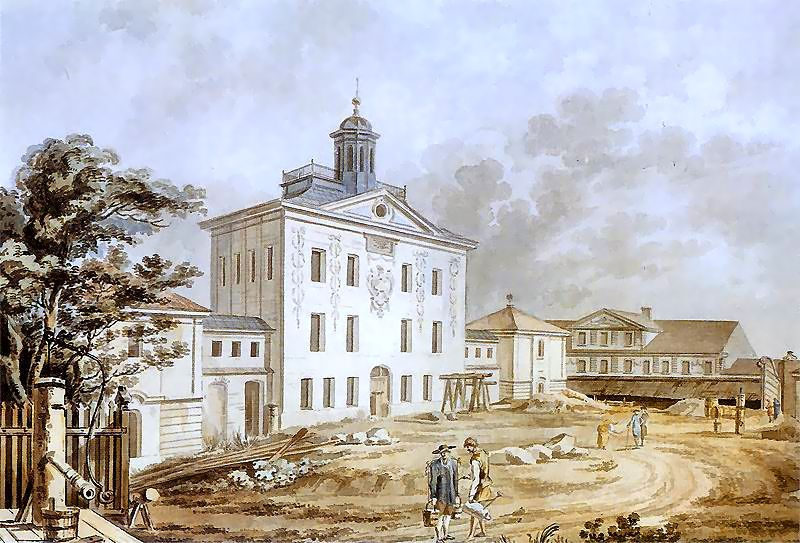
Biblioteka Załuskich

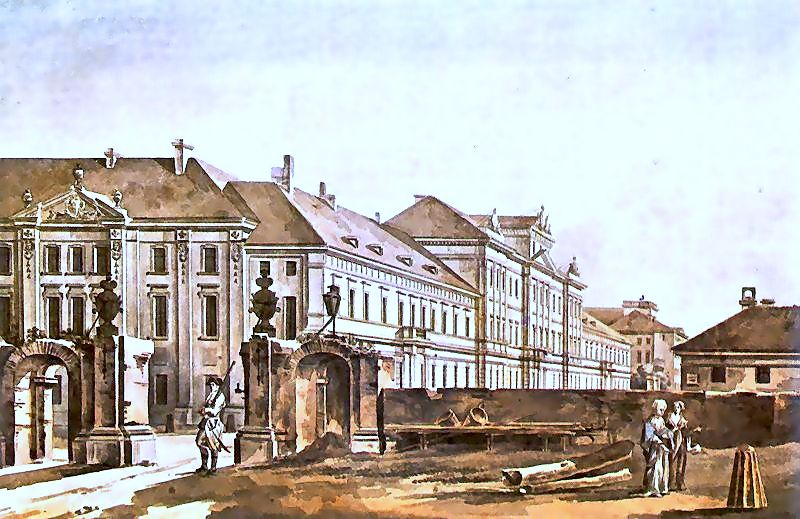
Collegium Nobilium pijarów w Warszawie

Literatura polska oświecenia – epoka w historii literatury polskiej przypadająca na lata 1740–1822.

## Literatura czasów saskich
Początek polskiej literatury oświeceniowej przypada na okres panowania Augusta III. Ówczesna Rzeczpospolita była poważnie osłabiona licznymi wojnami zewnętrznymi i wewnętrznymi, a przede wszystkim wewnętrznym chaosem, spowodowanym słabą władzą królewską oraz paraliżowaniem parlamentu przez liberum veto. Osłabione państwo znajdowało się w strefie wpływów rosnącej w potęgę Rosji. Nic też dziwnego że Oświecenie w Polsce rozwinęło się później niż na zachodzie Europy. Jednak długi okres pokoju za panowania króla Augusta spowodował stopniowy rozwój ruchu umysłowego. W 1740 roku Stanisław Konarski założył Collegium Nobilium pijarów w Warszawie – elitarną szkołę dla młodzieży szlacheckiej, czym rozpoczął wielką reformę szkolnictwa realizowaną najpierw przez zakon pijarów, a następnie przez jezuitów. W 1747 roku bracia Andrzej i Józef Załuscy przekształcili swój prywatny księgozbiór w jedną z pierwszych w Europie bibliotek publicznych, która nie tylko udostępniała zbiory, ale także prowadziła działalność bibliograficzną i edytorską oraz organizowała konkursy naukowe.
Rozwijała się w tym okresie literatura naukowa i eseje. Najbardziej znane dzieła to rozprawa Konarskiego pt. O poprawie wad wymowy oraz polityczny traktat Głos wolny wolność ubezpieczający, którego autorstwo przypisuje się królowi Stanisławowi Leszczyńskiemu. U schyłku tego okresu Konarski wydał wielkie reformatorskie dzieło O skutecznym rad sposobie.
Literatura piękna czasów saskich, choć imponująca ilościowo, wydała niewiele dzieł wyróżniających się walorami artystycznymi. W szerokich kręgach szlachty i mieszczaństwa popularne były wiersze okolicznościowe, facecje, fraszki, satyry obyczajowe i polityczne, dialogi, bajki, zagadki, diariusze i pamiętniki. Najważniejszym prozaikiem tego okresu był Jędrzej Kitowicz, autor cennego pod względem literackim i historycznym dzieła zatytułowanego Opis obyczajów za panowania Augusta III oraz dzieła Pamiętniki, czyli historia Polski. Z twórców tego okresu wyróżniali się poetka Elżbieta Drużbacka, zwana polską Sapho oraz dramaturg Wacław Rzewuski.

## Literatura okresu stanisławowskiego
Stanisław August Poniatowski był mecenasem sztuki otaczającym opieką artystów. W 1765 roku powołano trzy ważne instytucje: czasopismo „Monitor” publikujące eseje, artykuły i felietony wzywające do reform państwa, Szkołę Rycerską przygotowującej do służby wojskowej, ale dającej też gruntowną i wszechstronną wiedzę, której komendantem był Adam Kazimierz Czartoryski, oraz Teatr Narodowy, na deskach którego wystawiano dramaty polskich autorów. Król regularnie spotykał się z ludźmi kultury na specjalnie organizowanych obiadach czwartkowych, w czasie których dyskutowano o kulturze i sztuce, a także o projektach reform ustrojowych w Polsce. Nieoficjalnym organem obiadów czwartkowych stało się czasopismo „Zabawy Przyjemne i Pożyteczne”, na łamach którego publikowali swoje utwory najwybitniejsi poeci reprezentujący nurt klasycyzmu w literaturze polskiej. Artyści zgromadzeni przy królu swoją twórczością wspierali politykę władcy dotyczącą reform wewnętrznych i unowocześnienia obyczajów. Oprócz dworu królewskiego niezależne ośrodki kultury tworzyli też niektórzy magnaci np. Izabela i Adam Czartoryscy, którzy w Puławach stworzyli opozycyjny w stosunku do króla ośrodek kultury, w którym głoszono hasło „powrotu do kontusza” – ośrodek ten grupował twórców tradycjonalistów niechętnych przemianom, jakie miały miejsce w Polsce w tym okresie. Twórcy ci reprezentowali na ogół nurt sentymentalizmu i rokoka w literaturze polskiej.

### Poezja

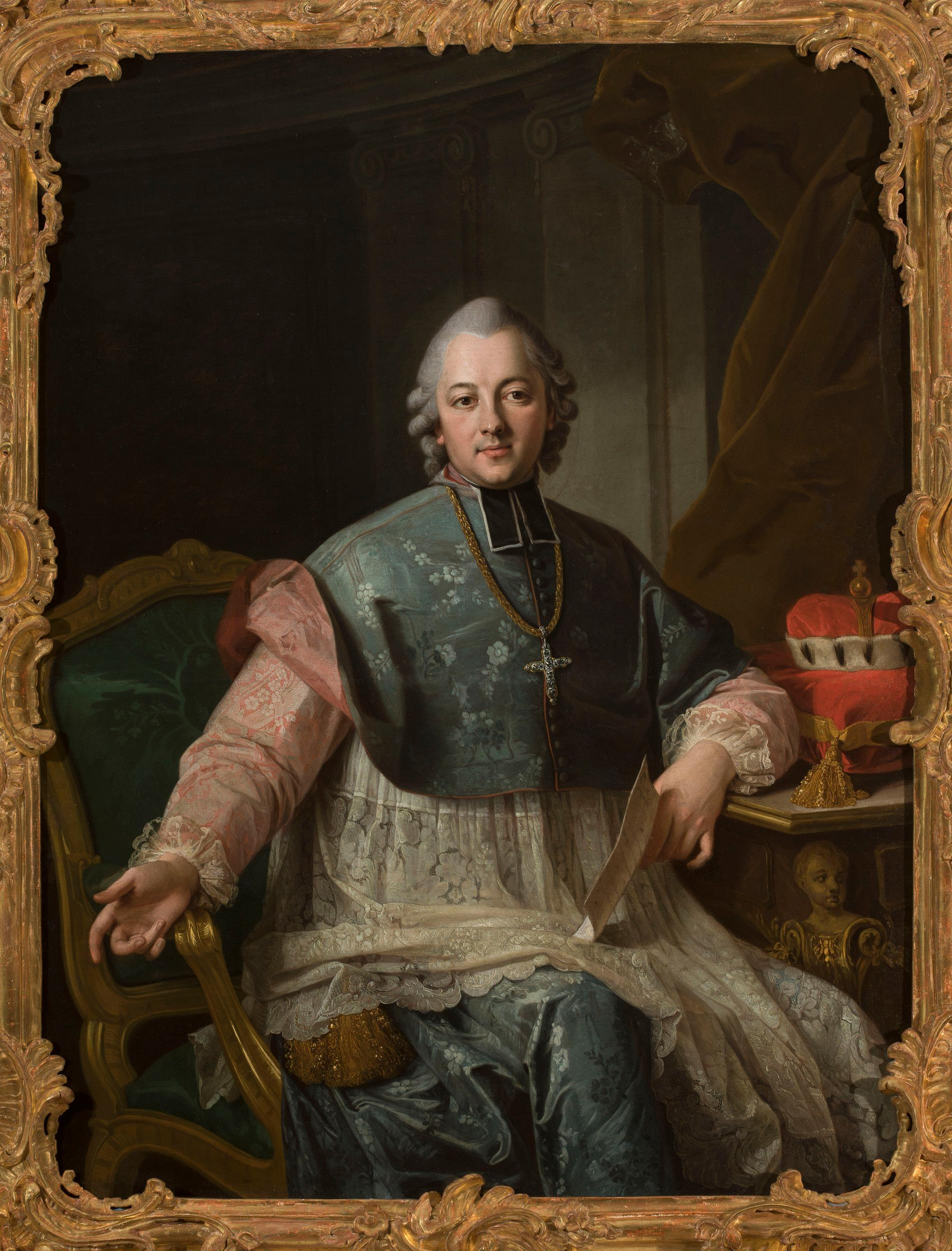
Ignacy Krasicki

Literatura polska tego okresu to w ogromnej większości poezja. Najwybitniejszym twórcą tego okresu był warmiński biskup Ignacy Krasicki. Do kanonu polskiej poezji weszły jego bajki, wydane w dwóch zbiorkach – Bajki i przypowieści i Bajki nowe, krótkie wierszowane utwory poetyckie, zakończone morałem, cieszące się ogromną popularnością. Podobnie sławne stały się jego satyry, których napisał w sumie 22. Były to utwory ośmieszające obyczajowość konserwatywnej szlachty polskiej oraz popierające politykę króla (m.in. Pijaństwo, Żona modna, Do króla, Świat zepsuty). Wielką sławę, ale i ataki spowodowało wydanie poematu heroikomicznego Monachomachia, utworu ośmieszającego polskich zakonników. W odpowiedzi na zarzuty stawiane Monachomachii opublikował Antymonachomachię, w której wykpił atakujących go przedstawicieli zakonów i ich obrońców. Był też autorem poematu heroikomicznego Myszeida oraz wielu innych utworów poetyckich.
Drugim wybitnym poetą polskiego oświecenia był Franciszek Karpiński zwany „poetą serca”, gdyż zasłynął przede wszystkim jako autor pieśni miłosnych i sielanek (m.in. Do Justyny, Laura i Filon). Był też autorem pieśni religijnych (m.in. Pieśń o narodzeniu Pańskim, Pieśń poranna i Pieśń wieczorna) oraz poezji patriotycznej (m.in. Żale Sarmaty nad grobem Zygmunta Augusta).
Oryginalnym twórcą był Franciszek Dionizy Kniaźnin, związany z dworem Czartoryskich głosiciel powrotu staropolskich obyczajów, autor wierszy patriotycznych (m.in. Do wąsów) i innych utworów poetyckich pisanych po polsku albo po łacinie.
Do innych znanych poetów należeli m.in. Adam Tadeusz Naruszewicz – utalentowany satyryk, autor znanego wiersza Chudy literat, Stanisław Trembecki – bajkopisarz, Tomasz Kajetan Węgierski – autor m.in. poematu Organy, Franciszek Zabłocki, Franciszek Ksawery Dmochowski i Julian Ursyn Niemcewicz.
Przez cały ten okres literacki powstawała również poezja okolicznościowa, powstająca pod wpływem bieżących wydarzeń politycznych. W okresie konfederacji barskiej tworzone były w różnej formie pieśni patriotyczne, które zyskiwały duża popularność wśród szlachty, niektóre weszły do poezji ludowej. Były to głównie marsze i pobudki, poetyckie relacje z placów boju, lamentacje po klęskach. Najbardziej znane to Marsz Sawy Calińskiego, Piosnka o Drewiczu, Lament konfederacki i inne. W czasie istnienia Sejmu Czteroletniego powstawały zagadki sejmowe, przedstawiające posłów i inne ówczesne osobistości.
W czasie rządów konfederacji targowickiej (1792–1794) rozwijać się zaczęła okolicznościowa poezja rewolucyjna i patriotyczna. Była to literatura konspiracyjna, rozpowszechniana przeważnie w formie ulotek, wyrażająca radykalne poglądy, krytycznie oceniająca rzeczywistość i wzywająca do walki o w imię ideałów rewolucji francuskiej. Utwory były przeważnie anonimowe, gdyż autorzy bali się represji. Znane są jednak nazwiska najwybitniejszych twórców – byli to Jakub Jasiński (m.in. Wiersz w czasie obchodzonej żałoby przez dwór polski po Ludwiku XVI), Józef Wybicki oraz wspomniany wyżej Franciszek Karpiński.

### Dramat
Powstanie Teatru Narodowego spowodowało wzrost zapotrzebowania na sztuki sceniczne. Jednym z pierwszych wybitnych dramaturgów pozyskanych dla Teatru Narodowego był Franciszek Bohomolec. Jego komedie służyły celom propagandy królewskiej, gdyż ośmieszały zacofanie przedstawicieli sarmatyzmu w Polsce, wspierając zwolenników reform. Najwybitniejsze jego dzieła to Małżeństwo z kalendarza, Staruszkiewicz, Pan dobry. Największy jednak rozgłos zyskał inny dramaturg związany z dworem królewskim – był to Franciszek Ksawery Zabłocki, który szybko stał się filarem i głównym dostawcą sztuk na potrzeby Teatru Narodowego. Największy rozgłos zdobyły jego Fircyk w zalotach i Sarmatyzm. Sztuki sceniczne pisał także Wojciech Bogusławski, który jest jednak bardziej znany ze swoich librett do oper. Jest on autorem m.in. opery Cud (mniemany), czyli Krakowiacy i Górale wystawionej w 1794. Wielkim sukcesem frekwencyjnym i artystycznym okazała się też sztuka Powrót posła Juliana Ursyna Niemcewicza napisana w czasie trwania obrad Sejmu Czteroletniego. Z dramaturgów nie związanych z dworem królewskim wymienić można Franciszka Kniaźnina, autora m.in. sztuki Młoda Spartanka oraz opery Cyganie.

### Proza
Proza polska to w tym okresie przede wszystkim publicystyka polityczna. Wysuwała ona koncepcje reform i przebudowy Rzeczypospolitej. Była to zasługa ludzi, którzy tworzyli te dzieła, kierując się szczerą troską o Polskę. Najwybitniejszym myślicielem tego okresu był Hugo Kołłątaj, filozof i mąż stanu, założyciel ośrodka skupiającego wybitnych publicystów zwany Kuźnicą Kołłątajowską, autor m.in. Do Stanisława Małachowskiego, Prawo polityczne narodu polskiego. Do innych wybitnych publicystów należeli Stanisław Staszic, syn mieszczanina, autor takich pozycji jak Uwagi nad życiem Jana Zamojskiego, Przestrogi dla Polski, oraz najbardziej radykalny twórca Franciszek Salezy Jezierski zwany „Wulkanem Gromów Kuźnicy”, autor m.in. pozycji Katechizm o tajemnicach rządu polskiego.
W dziedzinie literatury pięknej coraz większą popularność wśród czytelników zyskiwała powieść, gatunek mniej wówczas ceniony przez twórców i krytyków literackich. Pierwszą nowożytną polską powieść stworzył Ignacy Krasicki, zatytułował ją Mikołaja Doświadczyńskiego Przypadki, która łączyła cechy powieści przygodowej, satyryczno-obyczajowej i utopijnej. Jest też autorem powieści obyczajowej Pan Podstoli. Prozaikiem był także wspomniany wyżej Franciszek Salezy Jezierski, autor powieści Gowórek herby Rawicz i Rzepicha, matka królów. Powieści pisywał też Michał Dymitr Krajewski, autor m.in. Podolanki i Pani Podczaszyny.

## Literatura późnego oświecenia
Upadek Polski w momencie praktycznej realizacji idei nowoczesnego państwa – opracowanej przez myśl oświeceniową koncepcji „łagodnej rewolucji”, choć spowodował rozproszenie środowiska literackiego i był osobistą tragedią dla wielu utalentowanych twórców, to jednak nie przerwał istnienia polskiego piśmiennictwa. Początkowo najbardziej aktualna w polskiej literaturze była idea uosabiana przez poetę-żołnierza Jakuba Jasińskiego. Ten rodzaj literatury, głównie poezji, rozwijał się przede wszystkim na emigracji. Jej reprezentantami byli legioniści Dąbrowskiego walczący zbrojnie z zaborcami o wyzwolenie Polski. Najbardziej znanym twórcą tego typu poezji był Józef Wybicki, autor słynnej Pieśni legionów polskich we Włoszech, która stała się z czasem nieoficjalnym hymnem Legionów Dąbrowskiego, a później całego kraju. Do innych twórców tego nurtu należeli m.in. Jan Paweł Woronicz oraz poległy w bitwie pod Raszynem Cyprian Godebski. Ten ostatni pisarz był też autorem powieści Grenadier-filozof.
W tym samym czasie na obszarze trzech zaborów pisarze i intelektualiści podjęli trud utrzymania i utrwalenia polskości, poprzez rozwój różnych dziedzin życia kulturalnego. W 1800 roku powołali Towarzystwo Przyjaciół Nauk, mające wspierać i integrować tych, którym przyświecał ten cel. Powstało wtedy wiele wybitnych pozycji naukowych. Najważniejsze z nich to: Ród ludzki i inne dzieła Stanisława Staszica, Porządek filozoficzno-moralny oraz Rozbiór krytyczny zasad historii o początkach rodu ludzkiego Hugo Kołłątaja, Słownik języka polskiego Samuela Bogumiła Lindego, Historia literatury polskiej Feliksa Bentkowskiego, Dykcjonasz poetów polskich Michała Hieronima Juszyńskiego, Słowiańszczyzna przed chrześcijaństwem Zoriana Dołega-Chodakowskiego oraz pozycje naukowe Jana Śniadeckiego i Jędrzeja Śniadeckiego. Duże zasługi dla rozwoju nauki kultury polskiej mieli też Stanisław Kostka Potocki, Adam Jerzy Czartoryski, Józef Maksymilian Ossoliński i wielu innych.
W literaturze pięknej pierwszego dwudziestolecia XIX wieku rozwijał się początkowo nurt klasycyzmu, będący kontynuacją nurtu literatury stanisławowskiej. Najwybitniejszymi twórcami tego nurtu byli Kajetan Koźmian (m.in. Ziemiaństwo polskie), Ludwik Osiński (m.in. Oda na cześć Kopernika), Alojzy Feliński (m.in. tragedia Barbara Radziwiłłówna oraz słynna pieśń Boże coś Polskę), Euzebiusz Słowacki, Antoni Hoffman, Franciszek Wężyk, Ludwik Kropiński, Stanisław Kostka Potocki (felietony Świstek krytyczny). Pełnię talentu rozwinął wtedy Julian Ursyn Niemcewicz, którego bogatą twórczość trudno zakwalifikować do jakiegokolwiek nurtu ówczesnej literatury. Pisał komedie, bajki, poematy, wiersze okolicznościowe, ballady, dumy, zajmował się też teorią i krytyką literacką. Największy rozgłos przyniosły mu Śpiewy historyczne – cykl ponad trzydziestu pieśni opiewających historię narodu, jego przywódców i bohaterów. Niemcewicz był też autorem powieści Jan z Tęczyna, Dwaj panowie Sieciechowie, Lejbe i Sióra oraz wspomnień Pamiętniki czasów moich.
Wzrost zainteresowania czytelników gatunkiem powieści sprawił, iż twórcy zaczęli chętniej sięgać po ten właśnie gatunek literacki. Wśród prozaików wyróżniali się m.in. Maria Wirtemberska, autorka romansu Malwina, czyli domyślność serca, Anna Mostowska, autorka licznych powieści grozy (m.in. Strach w zameczku), Jan Potocki, autor satyrycznej powieści Rękopis znaleziony w Saragossie napisanej w języku francuskim, Klementyna Hoffmanowa, autorka licznych opowiadań dla dzieci, nowel i powieści (m.in. Listy Elżbiety Rzeczyckiej, Dziennik Franciszki Krasińskiej), Aleksander Bronikowski, twórca powieści historycznych (m.in. Kazimierz Wielki i Esterka) pisanych w języku niemieckim.
W 1818 roku Kazimierz Brodziński, utalentowany poeta i krytyk literacki ogłosił rozprawę O klasyczności i romantyczności tudzież o duchu poezji polskiej. Wnioski i propozycje zawarte w tej rozprawie zapoczątkowały słynny spór klasyków z romantykami, zakończony ostatecznym zwycięstwem romantyzmu w literaturze polskiej.

## Najważniejsze postacie polityki i kultury polskiego oświecenia
- Wojciech Bogusławski (1757–1829)
- Franciszek Bohomolec (1720–1784)
- Franciszek Salezy Jezierski (1740–1791)
- Franciszek Karpiński (1741–1825)
- Franciszek Dionizy Kniaźnin (1750–1807)
- Hugo Kołłątaj (1750–1812)
- Stanisław Konarski (1700–1773)
- Ignacy Krasicki (1735–1801)
- Adam Tadeusz Naruszewicz (1733–1796)
- Julian Ursyn Niemcewicz (1757–1841)
- Józef Maksymilian Ossoliński (1748–1826)
- Stanisław Staszic (1755–1826)
- Stanisław Trembecki (1739–1812)
- Franciszek Zabłocki (1754–1821)